# Day of Reckoning (Diecast)
Day of Reckoning è il secondo album in studio del gruppo metalcore statunitense Diecast. L'album, pubblicato inizialmente dalla Now or Never Recordings il 13 febbraio 2001, è stato ripubblicato nel 2005 dalla Century Media Records con l'aggiunta della traccia bonus Pacemaker.

## Tracce
1. Intro – 1:06
2. Disrepair – 3:54
3. In the Shadows – 3:50
4. Singled Out – 3:30
5. Plague – 4:04
6. Exacting My Revenge – 4:19
7. Remember the Fallen – 5:43
8. Desensitized – 4:01
9. Invent the Truth – 5:09
10. Solace – 6:01
11. Day of Reckoning – 5:16

Traccia bonus della riedizione
1. Peacemaker – 5:26

## Formazione
- Colin Schleifer – voce
- Jon Kita – chitarra solista
- Kirk Kolaitis – chitarra ritmica
- Jeremy Wooden – basso
- Jason Costa – batteria